# انتخابات الرئاسة الرومانية 1985
انتخابات الرئاسة الرومانية 1985 هي الانتخابات الرئاسية التي جرت في 29 مارس 1985، في رومانيا، فاز بالانتخابات نيكولاي تشاوتشيسكو.